# Краљевина Галиција и Лодомерија
Краљевина Галиција и Лодомерија је била краљевина у саставу Хабзбуршке монархије, односно Аустријског царства и Аустроугарске монархије. Установљена је 1772. године, непосредно након Прве поделе Пољске. Обухватала је територије које су том приликом прикључене Хабзбуршкој монархији. Просторни опсег краљевине је прошириван или сужаван у неколико наврата (1786, 1803, 1809, 1815, 1846, 1849). Након Аустроугарске нагодбе (1867), краљевина је припала аустријском делу Аустроугарске монархије. Постојала је до 1918. године. Главни град је био Лавов.

## Географија
Краљевина Галиција и Лодомерија је током историје заузимала области које највећим делом припадају данашњој Украјини и Пољској, а мањим делом Словачкој и Румунији. 
Јужна граница краљевине је била природна, поштоје пратила гребен Карпата. 
Површина Галиције и Лодомерије је 1914. године била 78.497 km²

## Историја
Краљевина Галиција и Лодомерија је настала након Прве поделе Пољске (1772). Том приликом, Краљевина Пољска је била приморана да Хабзбуршкој монархији уступи део својих територија, које су потом организоване као јединствена покрајина у рангу краљевине.
Покрајина је добила двојни назив "Галиција и Лодомерија" пошто је поред Галиције обухватала и јужни део историјске области Лодомерије. Поменути називи су такође били одраз старих територијалних претензија, које су Хабзбурзи наследили заједно са угарском круном, па су на основу тога полагали право на те области.
Иако је новостворена покрајина обухватала и део малопољских матичних области између горње Висле и Сана, то није било изражено у називу, пошто се уношење додатне пољске одреднице у назив краљевине могло тумачити у смислу хабзбуршких претензија на остале делове Пољске, која је у то време још увек постојала као држава.  
Хабзбуршка војска је 1774. године заузела суседну Буковину, која је до тада била у саставу Кнежевине Молдавије, а пошто је поменута област у средњем веку била део старе Галичко-волинске кнежевине, хабзбуршке власти су 1786. године одлучиле да Буковину укључе у састав Краљевине Галиције и Лодомерије. 
Приликом Треће поделе Пољске (1795), Хабзбуршка монархија је добила додатно проширење према северу, укључујући и градове Краков и Лублин. Иако су нове области биле део средишњих пољских земаља, бечки двор је у циљу избегавања употребе пољског имена одлучио да те области организује као посебну хабзбуршку покрајину, под именом "Западна Галиција". Та покрајина је 1803. године прикључена Краљевини Галицији и Лодомерији.
Краљевина је 1809. године изгубила северне територије (краковско-лублинска област) у корист новоствореног Варшавског војводства, као и део источне територије (тернопољска област) у корист царске Русије. Према накнадном споразуму, Русија је тај део вратила Аустрији (1815).
Краљевина је 1846. године поново добила Краков, али је 1849. године изгубила Буковину, која је потом организована као посебна аустријска покрајина.
Током Првог светског рата (1914-1918) у овој покрајини су вођене тешке борбе између аустроугарске и руске војске. Русија је већ током 1914. године ослободила највећи део покрајине, али руска војска је након касније контраофанзиве централних сила била потиснута. 
У време распада Аустроугарске (1918), Краљевина Галиција и Лодомерија је престала да постоји, пошто се и сама распала на западни и источни део. Западна подручја су ушла у састав Пољске, а на источним подручјима је створена Западноукрајинска Народна Република.

## Демографија
По процени из 1772. године у Галицији и Лодомерији живело је око 2.600.000 становника.
По попису из 1851. године у Галицији и Лодомерији живело је 4.555.477 становника.
По попису из 1857. године у Галицији и Лодомерији живело је око 5.200.000 становника.
По попису из 1869. године у Галицији и Лодомерији живело је 5.444.689 становника.
По попису из 1880. године у Галицији и Лодомерији живело је 5.958.907 становника.
По попису из 1890. године у Галицији и Лодомерији живело је 6.607.816 становника.

### Попис становништва из 1900. године
По попису из 1900. године у Галицији и Лодомерији живело је 7.315.939 становника.

#### Етнички састав
По етничком саставу, на попису 1900. године већина су били Пољаци и "Рутени" (званични аустроугарски назив за источнословенско становништво).
| Народ                                 | Број становника | Проценат |
| ------------------------------------- | --------------- | -------- |
| Пољаци                                | 4.005.477       | 54,75%   |
| "Рутени" (данашњи Украјинци и Русини) | 3.087.326       | 42,20%   |
| Нијемци                               | 211.752         | 2,89%    |
| Чеси, Моравци и Словаци               | 9.014           | 0,12%    |
| остали                                | 2.370           | 0,04%    |
| Укупно                                | 7.315.939       | 100%     |

#### Религија
По религији, на попису 1900. године већина су римокатолици и гркокатолици. Пољаци су били већином римокатолици, а Рутени гркокатолици.
| Религија         | Број становника | Проценат |
| ---------------- | --------------- | -------- |
| римокатолици     | 3.352.163       | 45,82%   |
| гркокатолици     | 3.105.616       | 42,45%   |
| јевреји          | 812.069         | 11,10%   |
| евангелисти      | 45.359          | 0,62%    |
| јермени-католици | 732             | 0,01%    |
| Укупно           | 7.315.939       | 100%     |

### Попис становништва из 1910. године
По попису из 1910. године у Галицији и Лодомерији живило је 8.025.675 становника.

#### Матерњи језик
По попису из 1910. године, у Галицији и Лодомерији су најзаступљенији били језици: пољски и "рутенски" (званични аустроугарски назив за источнословенске језике).
| Матерњи језик                              | Становништво | Проценат |
| ------------------------------------------ | ------------ | -------- |
| пољски                                     | 4.703.046    | 58,6%    |
| "рутенски" (данашњи украјински и русински) | 3.226.321    | 40,2%    |
| остали (хебрејски, њемачки и мађарски)     | 96.308       | 1,2%     |
| Укупно                                     | 8.025.675    | 100%     |

#### Религија
У Галицији и Лодомерији су по попису у Аустроугарској 1910. године већину чинили римокатолици и гркокатолици.
| Религија                     | Становништво | Проценат |
| ---------------------------- | ------------ | -------- |
| римокатолици                 | 3.731.939    | 46,5%    |
| гркокатолици                 | 3.378.809    | 42,1%    |
| јевреји                      | 874.799      | 10,9%    |
| остали (протестанти и други) | 40.128       | 0,5%     |
| Укупно                       | 8.025.675    | 100%     |

## Владари
Владари Краљевине Галиције и Лодомерије:
| Име владара             | Дужина владања | Слика |
| ----------------------- | -------------- | ----- |
| Марија Терезија         | 1772-1780      |       |
| Јозеф II Хабзбуршки     | 1780-1790      |       |
| Леополд II              | 1790-1792      |       |
| Франц II                | 1792-1835      |       |
| Фердинанд I од Аустрије | 1835-1848      |       |
| Франц Јозеф             | 1848-1916      |       |
| Карл I од Аустрије      | 1916-1918      |       |